# 11264 Claudiomaccone
11264 Claudiomaccone eller 1979 UC4 är en asteroid i huvudbältet som upptäcktes den 16 oktober 1979 av den rysk-sovjetiske astronomen Nikolaj Tjernych vid Krims astrofysiska observatorium på Krim. Den har fått sitt namn efter den italienske astronomen och matematikern Claudio Maccone.
Asteroiden har en diameter på ungefär 3 kilometer och den tillhör asteroidgruppen Astraea.